# 陸用康
陸用康（?—?），顺天大兴人，清朝政治人物。监生出身。
道光21年（1841年），擔任清朝遵义府婺川縣知縣。后由吳德榮接任。咸丰4年（1854年），再任婺川縣知縣。后由阮文藻接任。